# Landesgericht Salzburg

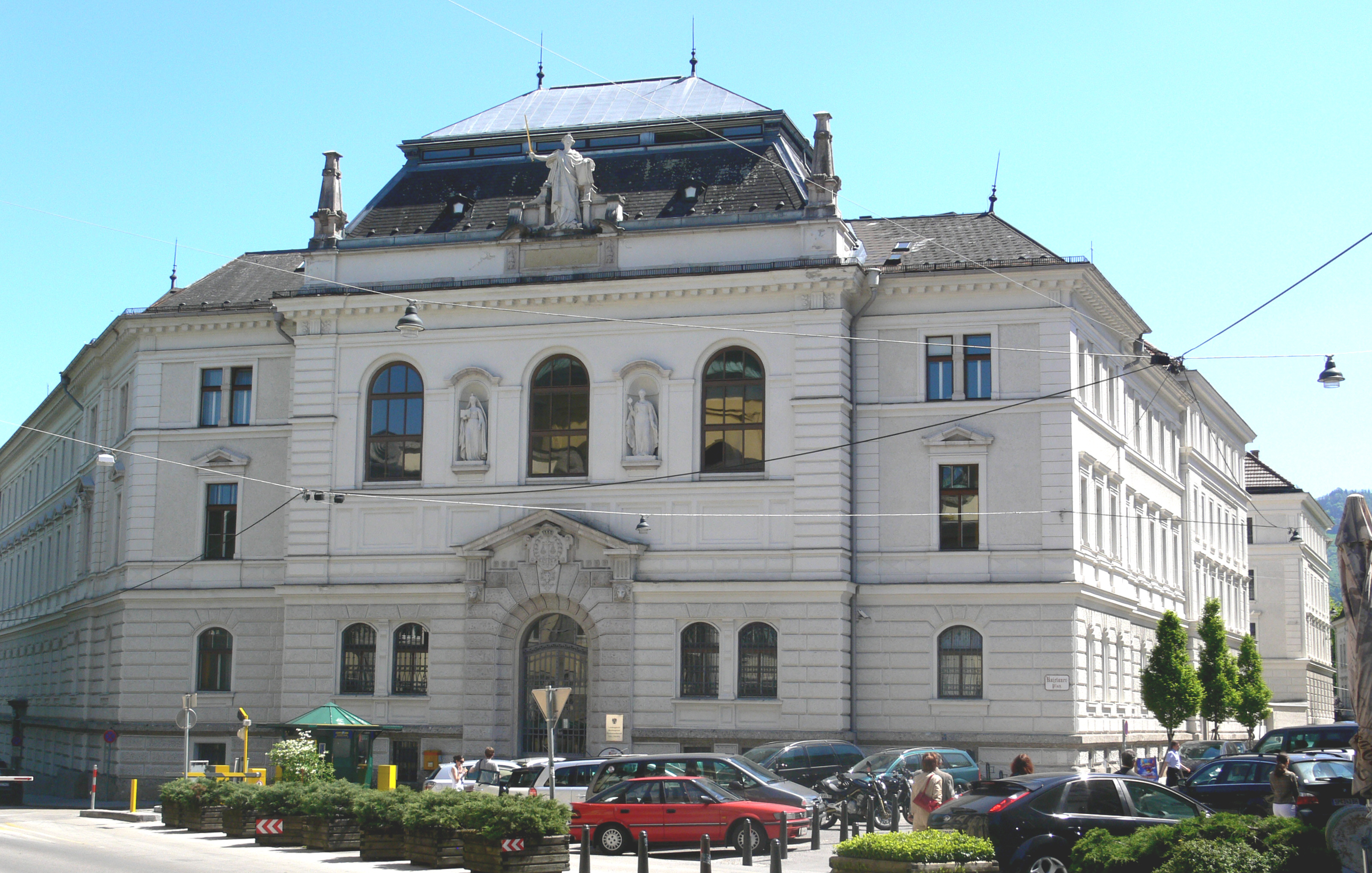
Dienstgebäude des Landesgerichts Salzburg

Das Landesgericht Salzburg (kurz: LG Salzburg) ist eines von 20 Landesgerichten in Österreich. Sein Sprengel deckt sich mit der Fläche des Landes Salzburg. Das Gebäude am Rudolfsplatz steht unter Denkmalschutz (Listeneintrag).

## Geschichte
Den Grundstein für die Gerichtsstruktur legte die Märzverfassung von 1849, in der die Gerichtsbarkeit des Landes Salzburg in Bezirksgerichte und ein Landesgericht gegliedert wurde. Vorerst wurde das Landesgericht Salzburg dem Oberlandesgericht Wien, später dem Oberlandesgericht Innsbruck und schließlich dem Oberlandesgericht Linz unterstellt.

## Aufgaben
Als Landesgericht obliegt ihm in zweiter Instanz die Behandlung der Rechtsmittel gegen Entscheidungen der Bezirksgerichte. Grundsätzlich ist es für Zivilsachen bei einem 15.000 € übersteigenden Streitwert in erster Instanz zuständig. Bestimmte Rechtssachen fallen jedoch unabhängig vom Streitwert in die Zuständigkeit der Bezirksgerichte. Für Strafsachen ist es in erster Instanz zuständig, wenn die Strafandrohung über einem Jahr liegt. Bestimmte Strafsachen fallen auch bei geringerer Strafdrohung in seine Zuständigkeit.
Rechtsmittelinstanz für Entscheidungen des Landesgerichtes Salzburg ist das Oberlandesgericht Linz.

## Gebäude
Das Gerichtsgebäude am Rudolfsplatz wurde 1909 vom Landesgericht und Bezirksgericht bezogen. Auf Grund des nach und nach größer werdenden Platzmangels wurde in den 1970ern ein Zubau im Innenhof des Gebäudes errichtet, der nur kurzfristig Abhilfe schaffen konnte. Während der letzten Jahrzehnte wurden einige Abteilungen des Landes- und des Bezirksgerichts ausgelagert, bis das Bezirksgericht in das gegenüberliegende Gebäude, eine ehemalige, sanierte Polizeikaserne, umgesiedelt werden konnte. Im Landesgericht war auch die Justizanstalt Salzburg untergebracht; diese wurde 2015 in ein neues Gebäude in Puch bei Hallein verlegt. Nach dieser Verlegung wurde das Gebäude von 2015 bis 2018 unter Beachtung des Denkmalschutzes und weitgehender Erhaltung des äußeren Erscheinungsbildes generalsaniert. Der Zubau im Inneren sowie der Gefängnistrakt wurden entfernt und stattdessen im Innenhof ein Y-förmiger Trakt mit etwa 6.000 Quadratmetern errichtet. Der Haupteingang mit der Sicherheitsschleuse wurde vom Vordereingang in den Neubau verlegt. Durch den neu gestalteten Innenhof und das Café auf der Dachterrasse wurde das Gebäude besucherfreundlicher gestaltet. In die Sanierung wurden 59 Millionen Euro investiert, sie wurde mit dem Staatspreis Architektur und Nachhaltigkeit 2019 (klimaaktiv Gold für die Sanierung im Denkmalschutz und klimaaktiv Silber für den Neubau) ausgezeichnet.